# Ichneumon pallescens
Ichneumon pallescens là một loài tò vò trong họ Ichneumonidae.